# Terra Natura Murcia
Terra Natura Murcia est un parc zoologique espagnol situé à Murcie. Il fait partie d'un complexe qui comprend aussi un parc aquatique, des restaurants et d'autres services. Fondé en 2007 par l'entreprise Terra Natura, il est la propriété du groupe Fuertes (qui possède notamment l'entreprise agro-alimentaire de charcuteries ElPozo (es)).
Le complexe couvre une surface de plus de 16,5 hectares dans lequel sont présentés plus de 500 animaux de 400 espèces, dont certaines en danger d’extinction. Parmi les espèces présentées on trouve des hippopotames, des lions, des lémurs, des ours bruns, des lynx européens, des loups ibériques, des girafes...
Membre temporaire de l'Association européenne des zoos et aquariums (EAZA), il s'engage dans la conservation ex situ en participant à des programmes européens pour les espèces menacées (EEP).
Les enclos ont été conçus de manière à recréer l'habitat naturel des animaux en dissimulant les barrières entre le public et les animaux. En 2014, il a reçu 240 000 visiteurs.

## Installations et faune hébergée
Le complexe se divise en deux zones. L'une des zones est dédiée au Kenya et présente des espèces d'animaux caractéristiques de ce pays. L'autre zone est dédiée à la péninsule Ibérique et on y trouve la faune commune de cette région comme les loups ibériques, les ours bruns, etc. Tous les jours, un spectacle d'oiseaux en vol libre est présenté avec des faucons pèlerins, des vautours fauves et des hiboux grand-duc, notamment.
Outre ces deux zones, le complexe comprend un parc aquatique (Aqua Natura Murcie) avec de nombreuses piscines, des toboggans, des rivières lentes, etc. Des spectacles de lions de mer sont organisés. Tout au long du parcours sont disposés divers points de restauration et bars.

## Conservation
Membre temporaire de l'Association européenne des zoos et aquariums depuis avril 2016, le parc s'engage dans la conservation ex situ en participant à des programmes européens pour les espèces menacées.

## Économie et fréquentation
Il est la propriété du groupe Fuertes (qui possède notamment l'entreprise agro-alimentaire de charcuteries ElPozo (es)),,.
En 2014, il a reçu 240 000 visiteurs.

## Controverse
En 2009 la Fondation Terra Natura est dissoute, il s'agissait d'un organisme à travers lequel le parc participait à des projets de conservation d'espèces menacées in situ.